# 藻瓣絨冠躄魚
藻瓣絨冠躄魚是輻鰭魚綱鮟鱇目躄魚亞目躄魚科的其中一種，為熱帶海水魚，分布於中西太平洋印尼與菲律賓間的蘇祿海海域，棲息深度1-10公尺，體長可達4.9公分，棲息在藻類生長的岩礁區海域，生活習性不明。

## 扩展阅读
維基物種上的相關：藻瓣絨冠躄魚